# Hosta (bedrijf)
Hosta is een Duitse producent van zoetwaren gevestigd in Stimpfach-Randenweiler in de Duitse deelstaat Baden-Württemberg. Hosta is een familiebedrijf dat in 1949 werd opgericht door Hermann Opferkuch senior. De bedrijfsnaam is een acroniem voor Hermann Opferkuch, Stimpfach. De bekendste merkproducten van het bedrijf zijn Nippon, ROMY en Mr. Tom.
Op 1 januari 1997 nam Hosta de in Vaassen gevestigde Nederlandse chocoladeproducent Droste over van CSM. In augustus 2024 maakte Hosta bekend Droste te verkopen aan de Belgische chocoladefabriek Pauwels Engineering.

## Geschiedenis

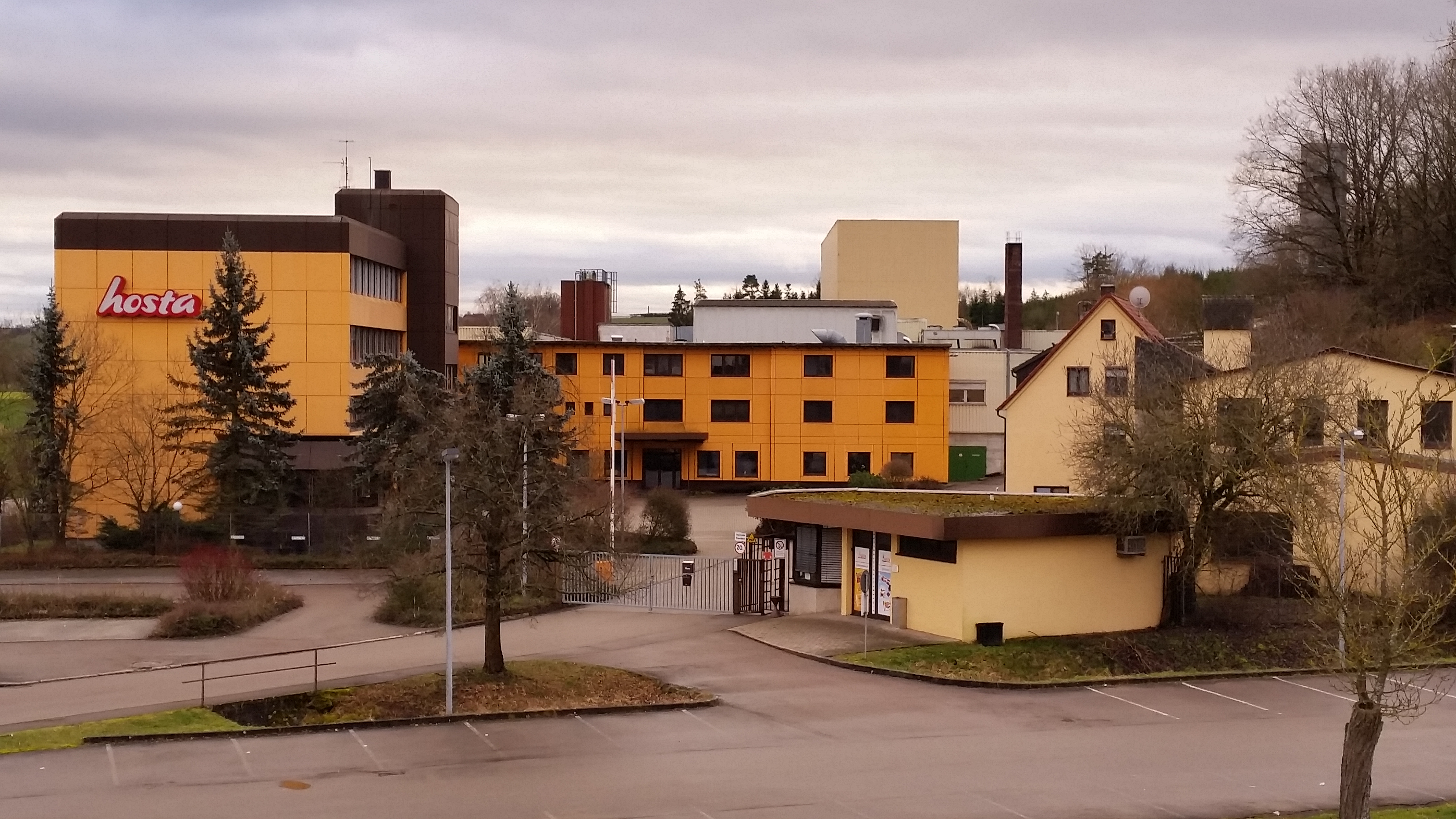
Hoofdkantoor en fabriek van Hosta in Stimpfach

In 1949 begon Hermann Opferkuch senior zuurtjes met sinaasappel- en citroensmaak op een tablettenmachine van de farmaceutische industrie te produceren. De distributie gebeurde toen nog per rugzak op de motorfiets. Al gauw kwamen daar de O-Minz pepermunten (genoemd naar "Opferkuch-Pfefferminz-Tabletten") bij. Tussen 1950 en 1955 werd het bedrijf uitgebreid tot een moderne industriële onderneming. Mettertijd legde Hosta zich steeds meer toe op de productie van zoetwarenspecialiteiten die gekenmerkt werden door een bijzondere vorm en een opvallend ontwerp van de verpakking. Hosta maakte ook gebruik van originele methoden om de merkproducten onder de aandacht te brengen, zoals bijvoorbeeld een reclamespot voor Mr. Tom met een professor (1992) en voor Nippon met een pinguïn (2005). Sinds de overname van het bedrijf door Hermann Opferkuch junior in 1990 ligt de focus op de internationale markt.

## Producten
De bekendste producten zijn:
- Nippon (reep van gepofte rijst omhuld met chocolade)
- ROMY (chocoladereep gevuld met geroosterde kokosrasp)
- Mr. Tom (pindareep ingegoten in karamel)
- Banitas (geleibananen)
- Fresh & Fruity (chocobonbons gevuld met vruchtengelei)
- Fruchtis (verfrissingsstaafjes)
- Grothe (confect)

Voormalige producten zijn:
- ROMY (kokospralines)

## Internationale activiteiten
Tot de Hosta-Group behoren bovendien de volgende bedrijven:
- Droste B.V. in Nederland (sinds 1997)[4][2]
- Droste AG in Zwitserland (sinds 1997, voorheen Confiseur Küpfer Schokolade AG)
- Hosta Italia Srl in Italië (sinds 1991)
- Hosta Meltis Ltd in Groot-Brittannië (sinds 1990)
- Lasoschi Confectionary in Oekraïne (sinds 2008)
- Wawel S.A in Polen (meerderheidsaandeel sinds 1998)

De internationale activiteiten van Hosta zijn sinds 2001 gebundeld in de Hosta International AG gevestigd in Münchenstein/Zwitserland.